# Sid Ahmed Ould Bneijara
Sid Ahmed Ould Bneijara, arab. ‏سيد أحمد ولد ابنيجاره‎ (ur. 1947, zm. 30 sierpnia 2017 w Hiszpanii) – mauretański polityk. W latach 1980–1981 premier Mauretanii.
12 grudnia 1980 jako pierwszy od 1978 cywil został powołany na stanowisko premiera przez prezydenta Muhammada Chunę uld Hajdallę. Hajdalla tym samym sam zrzekł się funkcji premiera i wprowadził cywilne rządy. 16 marca 1981 doszło do nieudanego zamachu stanu zorganizowanego przez AFD (Alians dla Demokratycznej Mauretanii), skupionego wokół byłego przywódcy Mauretanii Muchtara wuld Daddy. 25 kwietnia Hajdalla zdecydował się powrócić do wojskowych rządów i odwołał Bneijarę. Jego następcą został wojskowy Maawija uld Sid’Ahmad Taja, który, jak się okazało, już w grudniu 1984 obalił prezydenta. W lutym 1982 sam Bneijara uczestniczył w nieudanym spisku mającym na celu obalenie prezydenta.